# Deer Lake (Kanada)
Deer Lake – miasto w Kanadzie, w prowincji Nowa Fundlandia i Labrador.